# 山僧
山僧（?—?），元朝大臣，元惠宗时中书平章政事，秃忽鲁之子。
山僧官至晉寧路总管。至正二十四年（1364年），担任中书平章政事，出任岭北行省左丞相。至正二十五年（1365年），孛罗帖木儿败死，山僧奉命和知枢密院事魏赛因不花领军追击余党秃坚帖木儿。再次担任中书平章政事。